# 王汀
王 汀（おう てい、ワン・ティン、1981年11月 - ）は、中華人民共和国の女優。

## 来歴
中国育ちだが1999年に大学進学のために来日、立教大学を卒業しており、卒業後の2000年代の一時期日本で気功師、タレント、通訳、キャスターなどとして活動していた。宮廷21式呼吸法の3代目継承者だという。流暢な日本語を話す。
2010年代半ばからは主に中国で活動している。所属事務所は北京華錄百納文化經紀有限公司。日本での活動時にはユニオン映画に所属していた。

## 出演

### 映画・テレビドラマ
太字は主役
- 天真遇到现实（2013年中国）唐菲菲 役
- お昼12時のシンデレラ（原題：杉杉来了、2014年中国）陸雙宜 役
- 铁在烧（2014年中国）　日本人女スパイ山本紀子（胡盈盈） 役
- 永遠の桃花〜三生三世〜（テレビドラマ版、原題：三生三世十里桃花、2017年中国）成玉元君 役
- 麗姫と始皇帝 ～月下の誓い～（原題：秦时丽人明月原題、2017年中国）楚若 役
- 老男孩（2018年中国）李蕾 役
- 下一站，别离（2018年中国）顧曉曼 役
- 亲爱的活祖宗（2018年中国）孟翩然
- 運命の桃花 ～宸汐縁～（原題：宸汐缘、2019年中国）西王母 役
- 完美关系（2020年中国）王楚 役
- 吉他兄弟（2020年中国）安静 役
- 月光变奏曲（2021年中国）于姚 役
- ラブ・シィーナァリィ～恋の季節に恋の景色～（原題：良辰美景好时光、2021年中国） 刘以晴 役
- 愛すべき私たちへ　～beautiful days～ （原題：我在他乡挺好的、2021年中国） 韓依婷 役
- 满月之下请相爱（2021年中国）沈薇薇 役
- 欢乐颂シリーズ（第3・第4シーズン、2022年・2023年中国）孫琴 役
- 流星ロマンス（原題：在你的冬夜裡閃耀、2022年中国）安娜 役
- 春家のお嬢様は訴訟代理人（原題：春家小姐是讼师 、2023年中国）方菲 役
- 装腔启示录（2023年中国）

### テレビ番組
- カラダリセット気功（2010年、テレビ東京）
- きれいの魔法（2011年、NHK教育）

### 広告
- ダイドードリンコ ダイドーブレンドコーヒー「豊かな香り」編（2012年）

## 著書
- 楊秀峰・王汀（2010）病気が怖くなくなる超呼吸法―宮廷21式呼吸法に学ぶ、誰でもできる気功的生活のすすめ. NHKエンタープライズ.
- 王汀（2009）寝る前1分 気功ダイエット ぐっすり眠れて二度と太らない体になる. 大和書房.
- 王汀（2010）中国宮廷気功 体の中からキレイにやせる!. たちばな出版.